# Klartext Verlag
Der Klartext Verlag ist ein Buchverlag in Essen. 

## Geschichte
Er ging im April 1983 aus der Stadtzeitung Lauffeuer hervor, die sich wiederum von der Zeitschrift Standorte abgespalten hatte. Das von Ulrich Homann, Kristiane Kremmer und Monika Waasmann gegründete Unternehmen befand sich lange Jahre auf dem Gelände der Zeche Fritz und zog im Januar 2016 in Gebäude der Funke Mediengruppe in die Friedrichstraße nahe dem Essener Hauptbahnhof um. Es beschäftigt zurzeit acht feste Mitarbeiter. Geschäftsführer war von 1986 bis 2016 der gebürtige Essener Ludger Claßen (1953–2023), gefolgt von Claus-Dieter Grabner. Seit Mai 2023 wird der Verlag von Achim Nöllenheidt und Kathrin Butt geleitet. Der Verlag, der anfänglich mit dem Anspruch angetreten war, „Gegenöffentlichkeit zu etablierten Medien zu schaffen“, wurde im Oktober 2007 von der WAZ-Mediengruppe (heute Funke Mediengruppe) übernommen. Er ist Mitglied der Regionalbuch AG.

## Verlagsprogramm

### Bücher und Buchreihen
Klartext steht für populäre Sachbücher (darunter Ratgeber, Freizeitführer, Sport- und Fotobände), Ausstellungskataloge und wissenschaftliche Fachbücher (u. a. Monografien, Sammelbände und Tagungsbände). Der Verlag hat über 3.000 Titel im Programm; davon sind circa 1.000 lieferbar. Die jährliche Produktion liegt bei etwa 80 Titeln.
Im Sachbuchbereich liegt der Schwerpunkt auf regionalen Titeln zum Ruhrgebiet und Nordrhein-Westfalen. Erfolgreichste Sachbücher sind Claus Spricks Hömma! Sprache im Ruhrgebiet, das zuerst 1984 erschienen ist und 2022 in 19. Auflage veröffentlicht wurde, Im Tal der Könige von Roland Günter und RuhrKompakt von Achim Nöllenheidt.
Mit dem Band Olaf Scholz. Der Weg zur Macht von Lars Haider gelingt Klartext 2022 der Sprung auf die SPIEGEL-Bestsellerliste, ebenso mit dem Bildband Peter Maffay. Kein Weg zu weit. Ebenso eine Erfolgsgeschichte ist die Zusammenarbeit mit dem Gasometer Oberhausen: Mit dem Katalog Feuer & Flamme – 200 Jahre Ruhrgebiet begleitet der Klartext Verlag 1994 die erste, gleichnamige Ausstellung im Gasometer. Anfang 2024 ist der insgesamt 18. Ausstellungskatalog erschienen.
Im Bereich Wissenschaft konzentriert sich das Programm auf Geschichte (mit Schwerpunkten auf regionaler, neuerer und Zeitgeschichte) und Kulturwissenschaften. Der Verlag arbeitet mit zahlreichen wissenschaftlichen Einrichtungen zusammen, darunter Universitäten, Museen und Bibliotheken. Er publiziert u. a. die Schriftenreihen des Instituts für soziale Bewegungen der Ruhr-Universität Bochum, des Fritz-Hüser-Instituts für deutsche und ausländische Arbeiterliteratur und des Westfälischen Industriemuseums sowie das Jahrbuch für Kulturpolitik der Kulturpolitischen Gesellschaft. Zahlreiche renommierte Wissenschaftler publizieren bei Klartext, u. a. Werner Abelshauser, Detlef Bald, Detlef Brandes, Gertrude Cepl-Kaufmann, Christoph Cornelißen, Dittmar Dahlmann, Jost Dülffer, Gerhard Hirschfeld, Gerd Krumeich, Klaus Tenfelde, Ludger Tewes und Wolfram Wette. 2014 erschien mit Leonie Trebers Mythos Trümmerfrauen eine wegweisende Studie zu den Themen Enttrümmerung und Trümmerfrauen in der deutschen und österreichischen Nachkriegszeit.

### Periodika
Im Klartext Verlag erscheinen verschiedene populäre und wissenschaftliche Zeitschriften zu den Themen Kulturwissenschaft (kultuRRevolution – Zeitschrift für angewandte Diskurstheorie), Bildung (Wege der Weiterbildung), Industriekultur, Architektur und Denkmalpflege (Denkmalpflege im Rheinland; Industriekultur – Zeitschrift für Denkmalpflege, Landschaft, Sozial-, Umwelt- und Technikgeschichte) sowie regionale und allgemeine Geschichte (Forum Geschichtskultur Ruhr; Geschichte im Westen; Heimat Dortmund; WerkstattGeschichte).

### Non-Books
Seit 2010 produziert und vertreibt der Klartext Verlag Non-Book-Artikel mit regionaltypischen Bezügen, unter anderem Postkarten, Magnete und Tassen. Der Schwerpunkt liegt dabei auf Geschenkartikeln für das Ruhrgebiet, das Rheinland und andere deutsche Regionen.